# Rhabdomiris
Rhabdomiris is een geslacht van wantsen uit de familie blindwantsen. Het geslacht werd voor het eerst wetenschappelijk beschreven door Wagner in 1968.

## Soorten
Het genus bevat de volgende soorten:

- Rhabdomiris pulcherrimus (Lindberg, 1934)
- Rhabdomiris striatellus (Fabricius, 1794)